# Appel (droit)

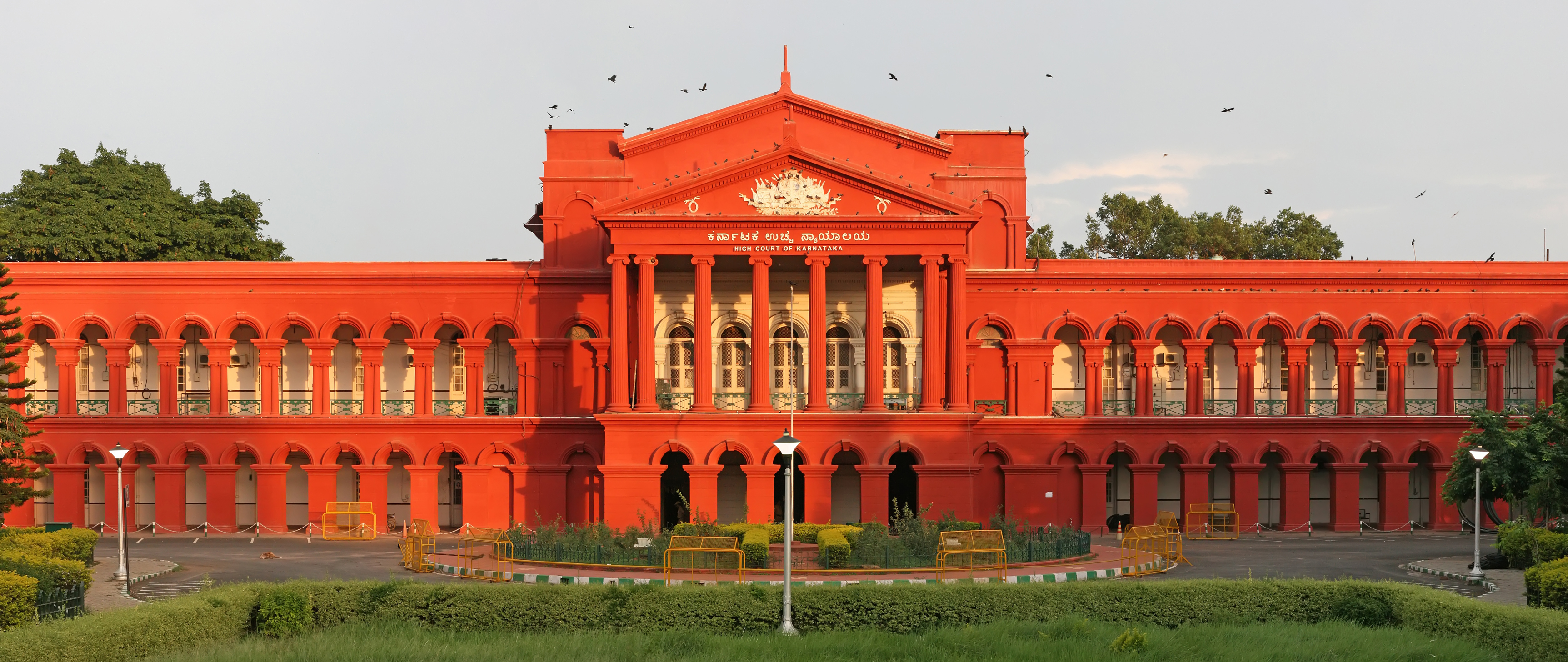
La haute cour de l'État de Karnataka, à Bengalore, en Inde.

Pour les articles homonymes, voir Appel.
En droit, l'appel est une voie de droit qui permet de contester ou d'annuler le jugement d'un tribunal. Sa définition varie selon les ordres juridiques. 

## Terminologie
L'appelant est la partie qui fait appel tandis que l'intimé est la partie en position de défendeur à l'instance d'appel. 
L'appel peut être général, c'est-à-dire porter sur l'ensemble du jugement de premier instance, ou bien partiel, c'est-à-dire être limité à certains aspects de la décision de première instance. 
L'intimé peut effectuer un appel incident qui lui permet de contester des aspects de la décision de première instance qui n'auraient pas été visés par l'appel principal, c'est-à-dire le premier appel interjeté. C'est pourquoi, dans certains litiges, les deux parties peuvent être à la fois appelant et intimé : l'appelant principal est également intimé incident, l'intimé principal est également appelant incident.
Selon les procédures, l'appel incident peut être lié au sort de l'appel principal. Ainsi, si l'appel principal disparait pour une raison quelconque, l'appel incident sera non-avenu.

## Par pays

### Canada

#### Droit pénal
En droit pénal canadien, les procédures d'appel concernant les actes criminels sont prévues aux articles 673 et suivants du Code criminel.

#### Droit civil québécois
En droit civil québécois, les règles concernant l'appel sont aux articles 30 à 32 et 351 et suivants du Code de procédure civile du Québec.

### France
Le droit français considère l'appel comme une voie de recours ordinaire permettant de soumettre l'affaire à des magistrats plus expérimentés. L'affaire est alors jugée à nouveau, en droit et en fait.
L'ouverture de l'appel n'est pas systématique. Ainsi, en procédure civile, il n'est possible que si l'enjeu du litige a atteint une certaine valeur appelée taux du ressort actuellement fixée à 5.000 euros. 

### Suisse
En droit suisse, l'appel est la voie de droit ordinaire pour remettre en cause une décision de première instance au tribunal cantonal. L'appel permet au tribunal de deuxième instance de prendre connaissance de l'affaire en pleine cognition, c'est-à-dire qu'il peut reprendre les faits et le droit (la voie de droit est dite « parfaite »).
Étant la voie de droit générale, il s'applique s'il n'y pas de disposition l'excluant (par exemple, en matière de poursuite) et si ses conditions sont remplies : la décision appelée doit être finale ou incidente, et si l'affaire est de nature patrimoniale, la valeur litigieuse doit être d'au moins 10 000 francs.
L'appel implique un effet suspensif automatique sur la procédure en cours,, ainsi qu'un effet dévolutif complet (le tribunal de première instance perd ses compétences dans cette affaire). Son effet est également réformatoire, la deuxième instance prenant une nouvelle décision qui remplace la première.
L'appel est réglé par le Code de procédure civile (articles 308 et suivants) et le Code de procédure pénale (articles 398 et suivants). Si l'appel n'est pas ouvert, le recours l'est alors de façon subsidiaire. Le recours vise des actes de procédure ou des décisions qui ne sont pas sujettes à appel.